# 신경로
신경로(nerve tract)는 중추 신경계의 신경핵을 연결하는 신경 섬유(축삭) 다발이다.

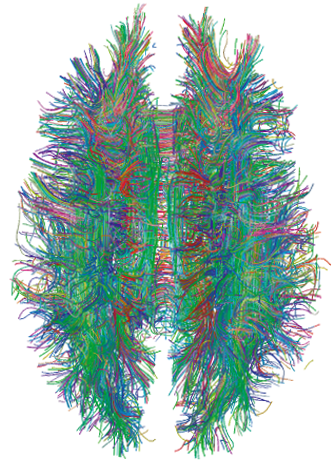
White matter tracts within a human brain, as visualized by MRI tractography

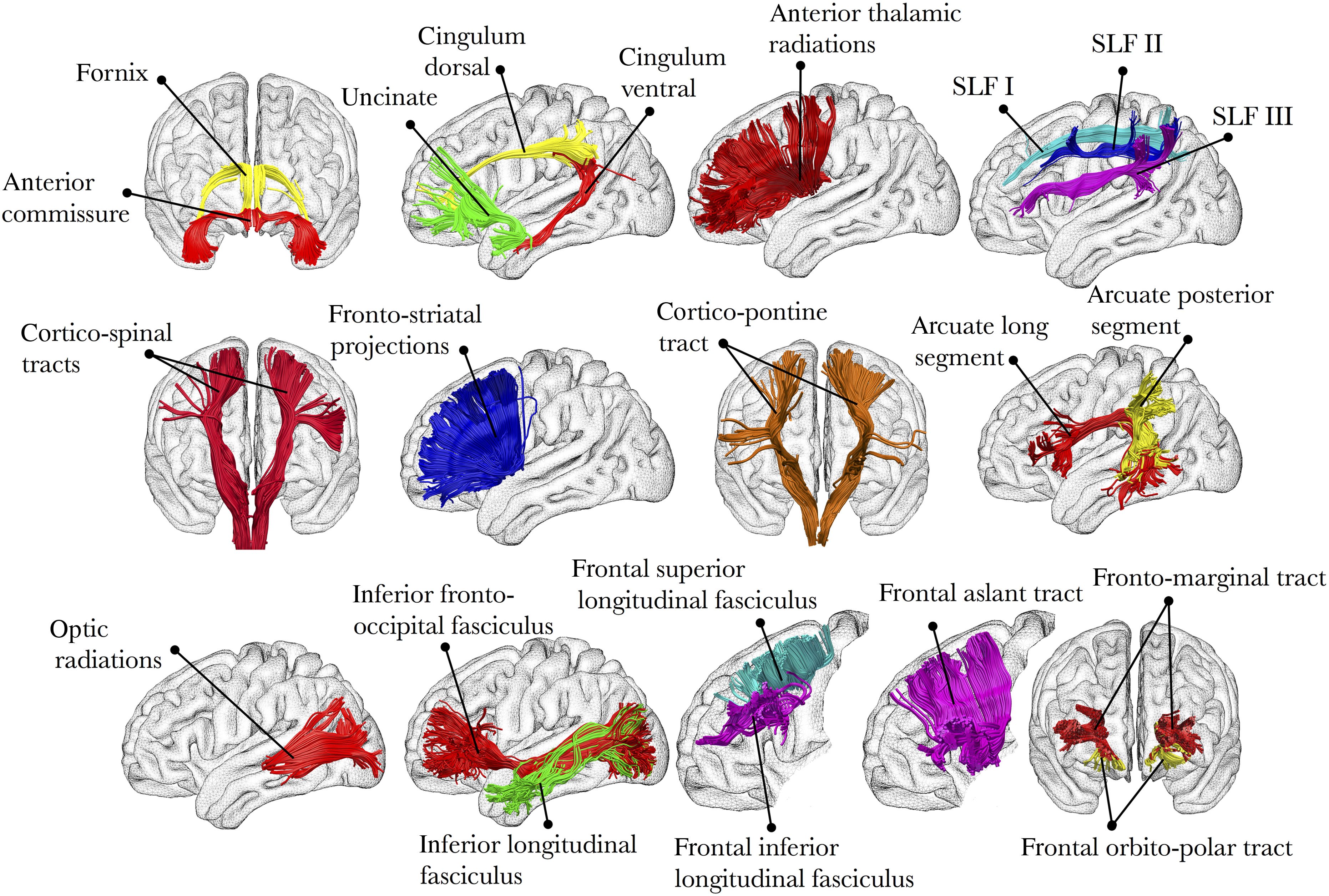

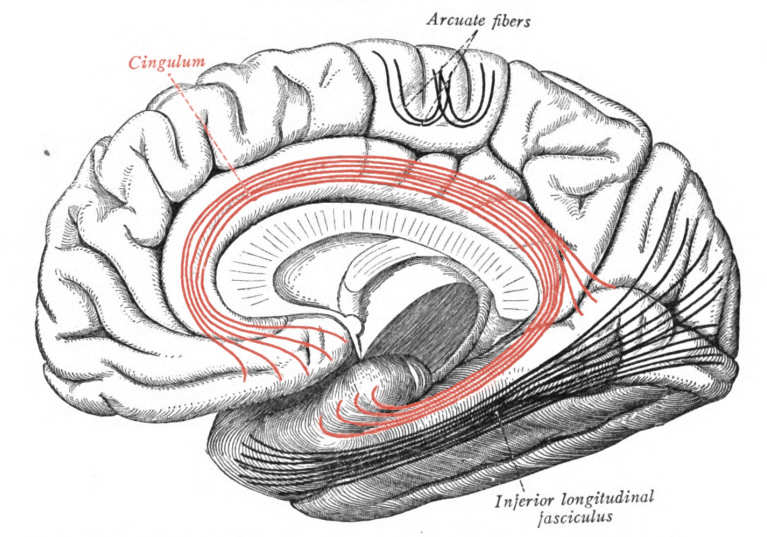
The cingulum shown in red in the cingulate gyrus.

## 같이 보기
- 신경조절물질 (neuromodulator)
- 신경 경로 (Neural pathway)
- 신경 회로 (Neural circuit)
- 신경얼기 (Nerve plexus)